# Дубечно (Польша)
Дубечно (пол. Dubeczno) — деревня в Влодавском повете Люблинского воеводства Польши. Входит в состав гмины Ханьск. По данным переписи 2011 года, в деревне проживал 1041 человек.
В 1975—1998 годах деревня входила в состав Хелмского воеводства.

## География
Деревня расположена на востоке Польши, к югу от озера Дубеченского, на расстоянии приблизительно 15 километров к юго-западу от города Влодавы, административного центра повета. Абсолютная высота — 168 метров над уровнем моря. К востоку от населённого пункта проходит региональная автодорога 812, к западу — региональная автодорога 819.

## Климат
Климат характеризуется как влажный континентальный с тёплым летом (Dfb  в классификации климатов Кёппена). Среднегодовая температура воздуха составляет 7,5 °C. Средняя температура самого холодного месяца (января) составляет −5 °С, самого тёплого месяца (июля) — 18,6 °С. Расчётная многолетняя норма осадков — 508 мм.

## Население
Демографическая структура по состоянию на 31 марта 2011 года:
|         | Всего | До трудоспособного возраста | Трудоспособного возраста | Старше трудоспособного возраста |
| ------- | ----- | --------------------------- | ------------------------ | ------------------------------- |
| Мужчины | 502   | 101                         | 350                      | 51                              |
| Женщины | 539   | 103                         | 303                      | 133                             |
| Всего   | 1041  | 204                         | 653                      | 184                             |